# Герб Келихова
Герб Келихова — офіційний символ села Келихів, Коломийського району Івано-Франківської області, затверджений 27 січня 2023 р. рішенням сесії Заболотівської селищної ради.
Автори — А. Гречило та В. Косован. Герб є промовистим.

## Опис герба
Щит щит перетятий срібною хвилястою вузькою балкою; у верхньому синьому полі стоїть золотий келих, у нижньому чорному — золота квітка калюжниці.

## Значення символів
Золотий келих є називним символом, який асоціюється з назвою поселення. Хвиляста смуга означає розташування села над річкою Чорнявою, а чорне поле та квітка калюжниці вказують на розташований поруч заповідне урочище Чорняве, в якому зростають рідкісні види рослин.